# Louis Marie de Narbonne-Lara
Louis Marie Jacques Almalric Comte de Narbonne-Lara (* 17. April 1755 in Colorno; † 17. November 1813 in Torgau) war französischer Kriegsminister unter Ludwig XVI. und General und Diplomat unter Napoleon.

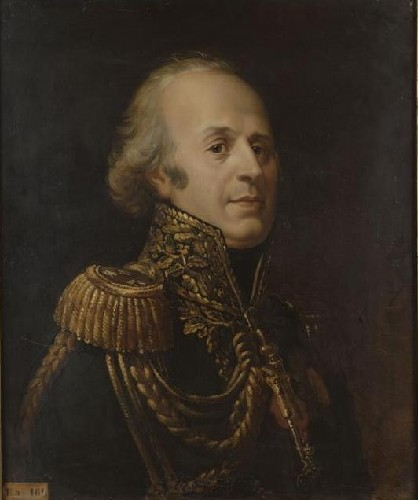
Louis Marie de Narbonne-Lara

## Herkunft und Familie
Er war Sohn des Feldmarschalls Jean-François Comte de Narbonne-Lara, 1. Duc de Narbonne-Lara, und der Françoise de Châlus. Die Mutter war Ehrendame der Prinzessin Marie Louise Élisabeth de Bourbon, Herzogin von Parma, und später der Marie Adélaïde de Bourbon. Weit verbreitet ist das Gerücht, er sei ein unehelicher Sohn von Ludwig XV. gewesen. Der Sohn kam 1760 nach Frankreich und wurde am Hof von Versailles erzogen.
Er trat in die Armee ein und wurde Oberst des Regiments Piémont.
Er heiratete 1782 Marie-Adélaïde de Montholon, eine Tochter von Nicolas de Montholon. Aus der Ehe gingen zwei Töchter hervor. Narbonne hatte später eine intime Beziehung mit Germaine de Stael. Mit ihr hatte er zwei Söhne.
Er galt als geschliffen und unmoralisch und verfügte über erstklassige Kontakte in der Pariser Gesellschaft des Ancien Regime. Er gehörte dem Kreis um Talleyrand an. Er war hochgebildet und hatte einen eigenständigen literarischen Geschmack. Er galt als Experte für die Diplomatie der Renaissance.

## Französische Revolution
Nach dem Beginn der französischen Revolution gehörte er der Partei der königstreuen Konstitutionalisten an. Er wurde Kommandeur der Nationalgarde im Département Doubs. Weniger durch Gewalt als vielmehr durch Verhandlungen trug er dazu bei, die dort ausgebrochenen Unruhen zu dämpfen. Im Jahr 1791 eskortierte er die Tanten des Königs ins Exil nach Rom. Im selben Jahr wurde er von der Nationalversammlung zum Marechal de Camp ernannt.
Im Dezember desselben Jahres ernannte ihn Ludwig XVI. zum Kriegsminister. Dabei spielte Madame de Stael eine wichtige Rolle. Er inspizierte daraufhin die Küstenverteidigung und die Grenze im Westen. Er war ausgesprochen rührig und organisierte die Aufstellung von drei Armeen von zusammen 150.000 Mann. In der Nationalversammlung traf er aber auf politische Opposition. Der König wich vor diesem Druck zurück und entließ Narbonne-Lara am 10. März 1792.
Zusammen mit de Stael und anderen schlug er vor dem Hintergrund der Radikalisierung der Revolution der königlichen Familie vergeblich vor, ins Exil nach Großbritannien zu gehen. Als der König in den Temple gebracht wurde, versuchten Narbonne und andere Freunde der Madame de Stael, ihn zu schützen. Sie konnte mit Mühe in die schwedische Botschaft entkommen. Mit Hilfe de Staels gelangte er ins Exil nach London. Als der Prozess gegen den König eröffnet wurde, bat er vergeblich den Nationalkonvent um freies Geleit, um Ludwig XVI. mit seinen Aussagen zu entlasten.
In den folgenden Jahren lebte er in der Schweiz, in Schwaben und zuletzt in Sachsen. Im Jahr 1800 kehrte er nach Frankreich zurück, ohne dort zunächst eine Funktion auszuüben. Erst 1809 wurde er zum Generalleutnant ernannt.

## Im Dienst Napoleons
De Narbonne-Lara diente Napoleon verschiedentlich als Gesandter. So hat er mit Metternich als erster über die Heirat einer österreichischen Prinzessin mit Napoleon verhandelt. In Berlin verhandelte er später über die weitere preußische Unterstützung für Frankreich. Er diente auch zeitweilig als Gouverneur in Raab und Triest. Später war er Gesandter in Bayern. Er machte den Russlandfeldzug von 1812 in Napoleons Stab mit. Vor dem Angriff reiste er nach Wilna, um Alexander I. von der französischen Friedensbereitschaft zu überzeugen, ihm gleichzeitig aber auch die Schlagkraft der Grande Armee vor Augen zu führen. Er sollte versuchen, vom russischen Kaiser die Sperrung der Häfen für englische Schiffe zu erreichen. Auch sollte er die Stimmung der russischen Generäle erkunden und Alexander von einem Angriff abhalten. Nach seiner Rückkehr berichtete er Napoleon über die Entschlossenheit des russischen Kaisers. Er warnte vor einem Angriff und verwies auf die Besonderheiten des russischen Volkes und die unwegsame Gegend. Napoleon hat diese Argumente nicht gelten lassen und meinte, ein vernichtender Schlag in das Herz des Reiches, ins große Moskau, ins heilige Moskau, würde die Entscheidung bringen. Damit war die letzte Chance vertan, den Krieg noch zu verhindern.
Im Jahr 1813 wurde er wegen seiner Verbindungen zur österreichischen Hocharistokratie Gesandter in Wien. Er berichtete von der frankreichfeindlichen Stimmung, was dazu führte, dass Napoleon wenig  Rücksicht auf das offiziell noch verbündete Österreich nahm. Später war er zusammen mit Armand de Caulaincourt an den vergeblichen Verhandlungen auf dem Friedenskongress von Prag beteiligt. Nach seiner Rückkehr wurde er als Gouverneur nach Torgau entsandt. Am 9. Oktober erklärte er den Belagerungszustand und bekämpfte die gegnerischen Truppen, die die Stadt blockierten, durch Ausfälle. Er starb nach einem Unfall.